# Handelsblockad
Handelsblockad är en ekonomisk sanktion som riktas mot en administrativ enhet såsom land eller region och innebär att handelsförbindelser avbryts eller förhindras. Målsättningen med en handelsblockad kan variera men involverar alltid politiska motiv och syftar till att verka tvingande för den administrativa enhet som satts i blockad skall bli följsam. Ju fler aktörer som står bakom en sanktion desto effektivare bli den varför internationell uppslutning genom exempelvis FN ofta söks.